# グローブライド
グローブライド株式会社（Globeride, Inc.）は、釣り用品などを製造・販売する株式会社である。本社は東京都東久留米市前沢にある。

## 概要
主として釣具（グローバルブランド名「Daiwa」）の製造をしているが、ゴルフ用品の製造や、スポーツ用品（テニス＝ブランド名「Prince」、ゴルフ・バドミントンなど）、自転車（スポーツバイク）の販売もしている。
かつての社名は「ダイワ精工」だったが、2009年10月1日より現在の社名の「グローブライド」に変更。今までの社名Daiwaはフィッシング部門の単独のグローバルブランドネームとし、釣具に関しては引き続き「ダイワ」を名乗っている。
釣具のトップメーカーとして有名で、テレビ大阪系の釣り番組『THE フィッシング』の筆頭スポンサーとなっている。

## 沿革
- 1955年 - 釣り用リール（主として輸出用）の製造を開始（松井製作所）。
- 1958年 - 東京都中野区に大和精工株式会社を設立。
- 1962年 - リールの国内販売を開始、現在地に本社移転
- 1964年 - ロッドの生産工場を新設
- 1966年 - アメリカ・ロサンゼルスに「ダイワ・コーポレーション」を設立
- 1969年 - ダイワ精工株式会社に社名変更。
- 1970年 - 東京証券取引所市場第2部上場。国内の生産拠点として、広島工場、栃木工場を新設（2000年、本社に統廃合）
- 1971年 - 台湾・高雄市に「台湾太和股份有限公司」を設立（2007年、清算）。現在地に「ダイワゴルフ株式会社」を設立
- 1972年 - ゴルフ用品の国内販売を開始
- 1973年 - オーストラリア・シドニー市に「ダイワ・ホワイトホールPty.リミテッド」（現・Daiwa (Australia)Pty.Ltd.）を設立
- 1976年 - 東京証券取引所市場第1部上場
- 1977年 - イギリス・スコットランド・ウィショー市に「ダイワ・スポーツ・リミテッド」を設立
- 1980年 - 福岡県所在の釣具の小売業「株式会社フィッシング・ナカムラ」（現・株式会社ワールドスポーツ）を子会社とする。テニス事業に進出。栃木県那須郡黒羽町に釣用品の製造販売「那須ダイワ株式会社」を設立
- 1983年 - THE フィッシング - テレビ大阪系の釣り番組の筆頭スポンサーとなる。
- 1984年 - フランス・ルアン市に「ダイワ・フランス S.A.」（現・Daiwa France S.A.S.）を設立
- 1985年 - 東京都所在の釣具の小売業「株式会社大八木商店」（現・株式会社ワールドスポーツ）を子会社とする
- 1990年 - ドイツ・ミュンヘンの郊外に「ダイワ・コルモランGmbH」（現・Daiwa Germany GmbH）を設立
- 1991年 - サイクルスポーツ事業へ進出
- 1995年 - 「ダイワゴルフ株式会社」を吸収合併。長野県南安曇郡豊科町に「信州ダイワ株式会社」を設立。タイ・バンコク市に「ダイワセイコー（タイランド）Co.,リミテッド」を設立
- 2002年 - 台湾・台中市に「大和事業股份有限公司」を設立
- 2004年 - 香港に「達億瓦（香港）有限公司」を設立
- 2005年 - 韓国・ソウル郊外に「韓国大和精工株式会社」を設立。東京都所在の釣具の小売業「株式会社キャスティング」を子会社とする。中国に「ゾンサン・ダイワ・スポーティンググッズ・リミテッド」を設立。ベトナム・ダナン市に「ダイワ・ベトナム・リミテッド」を設立
- 2008年 - 米国・ロサンゼルスに「ダイワ・ゴルフ・カンパニー」を設立。神奈川県所在のスポーツ用品の小売業「ウインザー商事株式会社」を子会社とする。群馬県所在のゴルフクラブの製造販売業「株式会社フォーティーン」を子会社とする。釣用品のアフターサービス業務を独立し「株式会社スポーツライフプラネッツ」を設立
- 2009年 - 独の釣用品・スポーツ用品の販売会社、ダイワ・コルモランGmbH（現Daiwa Germany GmbH）の株式を追加取得し100％子会社とする
- 2009年10月1日 - グローブライド株式会社に社名変更。今までの社名Daiwaはフィッシング単独のグローバルブランドネームとする。
- 2010年 - フィッシングショーにてブランドロゴを発表。香港に「アジア・ダイワ（ホンコン）Co.,リミテッド」を設立
- 2012年 - シンガポールに「シンガポールダイワ」を設立
- 2013年 - 中国に「トンガン・ダイワ・スポーティンググッズ・リミテッド」を設立。東京都所在の倉庫荷役業、ダイワ物流サービス会社（現・株式会社ロジスポ）を子会社とする
- 2014年 - イタリアに「ダイワ・イタリアS.r.l（イタリア）」を設立
- 2016年 - マレーシアに「ダイワ・スポーツ（M）SDN．BHD．」を設立
- 2018年 - 中国に「ダイワ・キャスティング（広州）トレーディングCo.,リミテッド」を設立
- 2019年 - ロシアに「《OOO》ダイワ・ロシア」を設立

## 生産拠点

### 直営
- 東京工場 - 東京都東久留米市。1960年5月操業

### 過去に存在した製造拠点
- 広島工場 - 広島県広島市安芸区。1970年1月操業、2000年3月に東京工場に統廃合。リールの生産
- 栃木工場 - 栃木県那須郡。1970年8月操業、2000年3月に東京工場に統廃合。釣り竿の生産

### 子会社
- 那須ダイワ株式会社 - 栃木県那須郡。1980年11月操業
- ダイワセイコー(タイランド)Co.,リミテッド - 販売を兼ねる
- ゾンサン・ダイワ・スポーティンググッズ・リミテッド
- ダイワ・ベトナム・リミテッド
- トンガン・ダイワ・スポーティンググッズ・リミテッド

## 販売拠点

### 直営
- 東京営業所 - 東京都東久留米市
- 大阪営業所 - 大阪府吹田市
- 福岡営業所 - 福岡県大野城市
- スーパーオーシャン21 - 北海道札幌市

### 子会社
- ワールドスポーツ - 東京都立川市。釣り具販売店「キャスティング」の運営[1]。
- ウインザー商事 - 神奈川県。テニス・バドミントンなどラケットスポーツ用品販売
- フォーティーン - 群馬県。ゴルフクラブの製造販売
- ダイワ・コーポレーション(アメリカ)
- ダイワ・スポーツ・リミテッド(イギリス）- 製造を兼ねる
- ダイワ・フランスS.A.S.
- ダイワ・ジャーマニーGmbH
- ダイワ（オーストラリア）Pty.リミテッド
- ダイワ・コリア Co.,リミテッド
- ダイワ・スポーツ（広州）リミテッド
- ダイワ・イタリアS.r.l.
- ダイワ(ホンコン)Co.,リミテッド
- アジア ダイワ（ホンコン）Co.,リミテッド
- ダイワ・FT・エンタープライズ（タイワン）Co.,リミテッド
- シンガポール・ダイワPTE.リミテッド
- ダイワ・スポーツ（M）SDN．BHD．（マレーシア）
- ダイワ・キャスティング（広州）トレーディングCo.,リミテッド
- 《OOO》ダイワ・ロシア

## その他

### 子会社
- デスコ - 東京都
- スポーツライフプラネッツ（SLP）- 東京都
- ロジスポ - 東京都
- ダイワオーシャン - 北海道。かつて「オーシャン21」の名で釣り具販売店を展開していた企業。チェーン展開していたが、札幌東苗穂店のみグローブライドの直営となり、現在はスーパーオーシャン21の1店舗のみとなっている。

## 釣具の特色
創業期より輸出向きのスピニングリール「1型DUX57」の製造に着手し、以降釣具の開発に乗り出す。その製品群の最大の特徴としては、数々の先進技術を導入する姿勢にある。元々先進工学に強みを持つ同社は、特にリール開発分野において多くの功績を残す。例えば、ベイトリール（両軸受けリール）の補助ブレーキとして磁力を用いる「マグフォース」、スピニングリールにおける糸ヨレを軽減させるラインローラー機構「ツイストバスター」、リール素材にマグネシウム合金を導入するなど釣り業界におけるトレンドをいち早く取り入れ、業界に影響を与え続けている。近年においてはベイトリールのスプールの回転をデジタルで制御する充電式ベイトキャスティングリール「IMZリミットブレイカー」や、磁性流体を利用した防水技術「マグシールド」などが登場している。
リールやロッドといった花形製品以外にもエサや針など小物類のラインナップにも力を入れており、特にラインやルアーなどは専門メーカーに匹敵するほどの揃えがあり、「爆釣みみずくん」のようなロングセラーの便利用品もある。また、アパレル商品においても人気が高く、高い性能とデザイン性で知られている。
世界においても数少ない釣具の総合ブランドであり、釣り用品群においての取り扱いジャンルの幅広さは群を抜いている。

## ブランドの取り組み
2009年にCIを実施し、現社名であるグローブライド株式会社に社名変更。同時にメイン事業であるフィッシング部門のブランド「DAIWA」はフィッシング単独のグローバルブランドネームとなった。
グローブライドおよびDAIWA（ダイワ）のブランドロゴも一新。ロゴはクリエイティブディレクターである佐藤可士和によりデザインされたもの。ロゴによりあらわされたものは以下の通り。
- グローブライド ロゴコンセプトは、「Beyond the Horizon」。どこまでも無限に広がる地平線を表現したグリーンラインにより、地球をフィールドにしたスポーツの感動の幕開けを表すと同時に、「自然との調和」「心身の開放」を象徴しています。（グローブライドHPより）
- DAIWA（ダイワ） DAIWAのDをモチーフに「挑戦」「独創」「革新」を表し、フィッシングの歓びを世界中に広げるためにDAIWAが進むべき方向性を象徴しています。直線的・規則的にデザインされたタイプフェイスで、ジャパンクオリティの精密な技術力と、世界のフィッシングをリードする先進性を表現しています。（ダイワHPより）

グローブライドの企業スローガンは「Feel the earth.」となっており、自然を感じられるスポーツを中心に事業を展開している。企業ビジョンは「A Lifetime Sports Company」。人生を豊かにするスポーツを広める会社と位置付けられており、プロスポーツのような競技性の高いスポーツというよりは長く楽しめる生涯スポーツのジャンルを扱っていることに独自性がある。それでいながら釣具のように玄人であっても満足できる製品開発を行う技術力に裏打ちされている点に特異性がある。
CI以降客層が広がり、売上が200億円増えた。